# Marpissa anusuae
Marpissa anusuae är en spindelart som beskrevs av Tikader, Biswas 1981. Marpissa anusuae ingår i släktet Marpissa och familjen hoppspindlar. Inga underarter finns listade i Catalogue of Life.